# Franz Joseph Konstantin Schömann
Franz Joseph Konstantin Schömann (* 23. Mai 1782 in Wetzlar; † 2. Dezember 1813 in Jena) war ein deutscher Rechtswissenschaftler.

## Leben
Schömann stammte aus einem katholischen Elternhaus. Sein Vater Ignatz Franz Xaver Schömann hatte sich in Wetzlar das Reichsbürgerrecht erworben. Über Franz Joseph Konstantins Kindheit und ersten Werdegang ist nichts bekannt. Nach einem Studium an der Universität Göttingen wurde er dort zum Doktor der Rechte promoviert. Danach arbeitete er als Advokat am Reichskammergericht seiner Geburtsstadt und wurde 1808 fünfter ordentlicher Professor der Institute an der Universität Jena sowie Beisitzer am dortigen sächsisch-weimarischen Hofgericht und Schöppenstuhl. In Jena trat er als Autor der Jenaischen allgemeinen Literaturzeitung in Erscheinung, wurde 1810 Hofrat von Sachsen Weimar und war im Sommersemester 1811 Rektor der Alma Mater.
Als Napoleon Bonaparte beschloss, aufgrund des Widerstands der Jenaer Studentenschaft die Stadt Jena zu zerstören, sendeten die Vertreter der Jenaer Hochschule eine Delegation nach Weimar. Dieser gehörten Schömann, Johann Christian Stark der Jüngere und Heinrich Karl Eichstädt an. Diese Abordnung konnte Bonaparte davon überzeugen, von seinem Vorhaben abzulassen. Vor allem Schömann, der fließend Französisch sprach, hatte mit seinen rhetorischen Fähigkeiten großen Anteil am Gelingen der Aufgabe. Jedoch war Schömann keine größere Wirksamkeit mehr in Jena beschieden, denn er starb als Einunddreißigjähriger an Typhus. Sein Sohn war der Mediziner Ignaz Franz Xaver Schömann (1807–1864).

## Werke (Auswahl)
- Handbuch des Civilrechts. Gießen und Wetzlar 1806, 2. Bde. (1. Bd. Online)
- Lehre vom Schadenersatze.
  - 1. Teil: Culpa. Gießen und Wetzlar, 1806, (Online)
  - 2. Teil: Dolus, Mora, Pactum, Edictum, Id quod interest, Casus. Gießen und Wetzlar, 1806, (Online)
- Prüfung der Theorie von der Culpa des Herrn Egid von Löhr, als Bestätigung seiner Abhandlung über Culpa. Gießen und Wetzlar, 1806, (Online)
- Erläuterung der Zivilgesetzgebung Napoleons und Justinians, aus sämtlichen Quellen und nach ihrem Subsidiaritätsverhältnisse im Vergleich zum Preußischen Landrecht. Gießen und Wetzlar 1808 (Online)
- Fragmente aus seinen civilistischen und criminalistischen Vorlesungen. Jena 1810, 1814 (Online)
- Diss. Observationes Iuridicae Ad Repletionem Summi Ingenii Thibautii Laborum Et Ad Iuris Interpretationem Necessariae Perspectae. Jena 1812
- Progr. Ad Diem V. Augusti MDCCCXII. Hisce Indicens. De Fr. XXIII. D. L. XVII. Fr. V. §§. II. XV. D. XIII. VI. Et Fr. XLVII. §. V. D. XXX. Praefatur. Jena 1812 (Dekanatsprogramm zur Promotion von Carl Heinrich Bartholomaei)
- Progr. Hisce Indicens De Fr. IV. §. XIX. Dig. XLI. III. Et Fr. XLVIII. §§. V. VI. Dig. XLVII. II. Praefatur. Jena 1812 (Dekanatsprogramm zur Promotion von Gustav Emminghaus (1791–1859))
- Progr. Hisce Indicit Et De Fragm. XXVIII. Princ. Dig. XXII. I. Praefatur. Jena 1812 (Dekanatsprogramm zur Promotion von Jacob Heinrich Paulssen)
- Progr. Hisce Indicens De Fr. I. § I. D. XIII. VI. Fr. IX. Pr. D. XIV. VI. Et Fr. CCXXVI. D. L. XVI. Praefatur. Jena 1812 (Dekanatsprogramm zur Promotion von August Schnaubert (* 1789 in Jena))
- Progr. Hisce Indicens De Fr. LXIV. D. XII. VI. Et Fr. I. §. III. D. I. I. Praefatur. Jena 1812 (Dekanatsprogramm zur Promotion von Friedrich Wilhelm Schorch (1790-))

## Weblink
- Werke von und über Franz Joseph Konstantin Schömann in der Deutschen Digitalen Bibliothek

| Personendaten    | Personendaten                     |
| ---------------- | --------------------------------- |
| NAME             | Schömann, Franz Joseph Konstantin |
| ALTERNATIVNAMEN  | Schoemann, Franz; Schoeman, Franz |
| KURZBESCHREIBUNG | deutscher Rechtswissenschaftler   |
| GEBURTSDATUM     | 23. Mai 1782                      |
| GEBURTSORT       | Wetzlar                           |
| STERBEDATUM      | 2. Dezember 1813                  |
| STERBEORT        | Jena                              |